# بيلي هوليدي
بيلي هوليدي (بالإنجليزية: Billie Holiday)‏ مغنية جاز أمريكية ولدت في العام 1915 وتوفيت في العام 1959. تعتبر من أشهر مَنْ أدى أغاني الجاز.
أشهر أغانيها أغنية ثمار غريبة (بالإنجليزية: Strange Fruits)‏ التي تناولت فيها قصة عذابات السود في ظل العبودية في أمريكا. والثمار الغريبة هي جثث السود التي تبقى معلقة على الأشجار بعد الإعدام.
ماتت وحيدة في عزلة معوزة ومريضة. تم تمثيل حياتها في السينما الأمريكية في فلم «السيدة التي تغني البلوز» Lady Sings the Blues والذي هو عنوان إحدى أغاني بيلي هوليدي. أدت دورها المغنية الأمريكية السوداء ديانا روس والتي رشحت فيه على جائزة الأوسكار.

## وصلات خارجية
- بيلي هوليدي على موقع IMDb (الإنجليزية)
- بيلي هوليدي على موقع الموسوعة البريطانية (الإنجليزية)
- بيلي هوليدي على موقع روتن توميتوز (الإنجليزية)
- بيلي هوليدي على موقع ألو سيني (الفرنسية)
- بيلي هوليدي على موقع ميوزك برينز (الإنجليزية)
- بيلي هوليدي على موقع ميوزك برينز (الإنجليزية)
- بيلي هوليدي على موقع رولينغ ستون (الإنجليزية)
- بيلي هوليدي على موقع أول موفي (الإنجليزية)
- بيلي هوليدي على موقع قاعدة بيانات برودواي على الإنترنت (الإنجليزية)
- بيلي هوليدي على موقع قاعدة بيانات الأفلام السويدية (السويدية)
- الموقع الرسمي